# ال سرو میشن (نیومکزیکو)
ال سرو میشن (به انگلیسی: El Cerro Mission) یک منطقهٔ مسکونی در ایالات متحده آمریکا است که در شهرستان ولنسیا، نیومکزیکو واقع شده‌است. ال سرو میشن ۴٬۶۵۷ نفر جمعیت دارد و ۱٬۵۳۹٫۸۷ متر بالاتر از سطح دریا واقع شده‌است.